# Susan Barrantes
Susan Mary Wright (Nottinghamshire, Inglaterra; 9 de junio de 1937-Tres Lomas, Buenos Aires, Argentina; 19 de septiembre de 1998), también conocida como Susan Barrantes, fue una socialite inglesa destacada entre la nobleza, madre de Sarah Ferguson, duquesa de York, y esposa del polista argentino Héctor Barrantes.

## Biografía
Nacida bajo el nombre de Susan Mary Wright en Bramcote, Nottinghamshire; fue hija del matrimonio compuesto por FitzHerbert Wright y Doreen Wingfield, una familia con prestigiosos antecedentes familiares. El popular apellido Wright se remonta a John Wright alias Camplyon of Stowmarket quien fue un famoso terrateniente del siglo XVI, que hizo su testamento en 1557. Su hijo, John Wright, un capitán del Regimiento de Caballería del Coronel Whalley, fue encarcelado en Newark Castle por su adhesión a la causa parlamentaria, pero más tarde adquirió propiedades en Nottinghamshire y Suffolk. El nieto del capitán Wright, Ichabod, fue un banquero que poseía propiedades en Nottinghamshire y Lincolnshire, y estableció el Banco de Wright con dos de sus hijos. Su bisnieto, Samuel Wright de Gunthorpe, se casó con una hija del Conde de Coventry. El hermano de Samuel, John of Langar and Lenton Hall fue banquero y propietario principal de las factorías Butterley Works. Su nieta se convirtió en la esposa del hijo del Conde de Buckinghamshire. El hijo de John Wright, Francis, se casó con Selina, hija de Sir Henry FitzHerbert, 3.er Baronet de Tissington Hall, Derbyshire y fue un notable filántropo, era el tatarabuelo de Susan. Francis Wright fue el bisabuelo del padre de Susan, FitzHebert. El abuelo materno de Susan fue Mervyn Wingfield, octavo vizconde Powerscourt.
Era la más joven de cuatro hermanos, la precedían sus dos hermanas, Brigid y Davina, y su hermano, Bryan. Ellos continuaron respetando el valor de su apellido ligado a la nobleza.
Durante la temporada de debutantes de 1954, fue presentada en la corte de Isabel II. 
Su popularidad le llegó cuando su hija menor, Sarah, se casó el 23 de julio de 1986 con el príncipe Andrés, convirtiéndose en la princesa de York.

## Carrera
En Argentina supo dedicarse a sus obras y escritos como así también al trabajo filmográfico.
Su vida en la Argentina, a la que conoció por primera vez en 1966, fue la época más feliz de su vida personal y profesional, ya que ayudó en la empresa de su marido, dedicándose a la administración de su estancia y a la crianza y venta de caballos de polo y el ganado en su finca "El Pucará" y tuvo la oportunidad de explorar y desarrollar una carrera cinematográfica documental que combinaba sus dos pasiones, el polo y el cine.
En 1997 escribió un libro sobre la vida en el mundo del polo titulado Polo, cuyo prólogo fue escrito por el príncipe Carlos de Inglaterra. En ese año lo presentó en Buenos Aires y en julio de 1998 lo hizo en Londres.
En Buenos Aires fundó una compañía de producción de televisión, donde filmó documentales sobre caballos.
Fue entrevistada en varios medios de comunicación como en un programa de Canal 7, Salliqueló.

## Vida personal
El 17 de enero de 1956, se casó con el teniente Ronald Ferguson (1931-2003), que ascendió al rango de mayor, jugó al polo con el duque de Edimburgo y se convirtió en el director de polo de Carlos, príncipe de Gales. Ronald y Susan tuvieron dos hijas, Jane Louisa, nacida el 26 de agosto de 1957, y Sarah Margaret, nacida el 15 de octubre de 1959.
En 1972 causó revuelo en los círculos sociales al abandonar a su familia para mudarse a Argentina con el jugador argentino de polo profesional Héctor Barrantes. Sus hijas fueron criadas por su padre Ronald.
Tras su divorcio en 1974, se casó en 1975 con Héctor Barrantes, con quien se mudó a la mansión del rancho "El Pucará" en la ciudad de Tres Lomas, Argentina. Su segundo marido falleció quince años más tarde, en 1990, debido a un cáncer.

## Escándalos y problemas financieros
Apoyó a su hija Sarah tras un escandaloso divorcio con el príncipe Andrés, envuelta en acusaciones de infidelidad y fotos comprometedoras. A pesar de todo ello, Barrantes continuó teniendo una buena relación con el ambiente real.
También se le sumaron los problemas financieros que la impulsaron a vender más de la mitad de la finca a un polista australiano y magnate de los medios, Kerry Packer. Posteriormente se trasladó a un piso grande en el barrio de Palermo, en Buenos Aires.

## Tragedia y fallecimiento
Susan Barrantes murió en un accidente de tráfico el 19 de septiembre de 1998 en la ruta 23, muy cerca de su estancia y de la localidad bonaerense de Tres Lomas. A las 21:15  horas el Rover 400 que conducía chocó de frente contra una camioneta Traffic de catering. El accidente, atribuido a la velocidad, se produjo en un tramo recto de la ruta bien asfaltada y que no tenía señalización ni banquinas. Susan no tenía el cinturón de seguridad puesto. El comisario Héctor Molinuevo confirmó que al llegar al lugar se encontraron con una imagen desoladora: El cuerpo de Barrantes estaba decapitado. Ni su sobrino político Rafael Barrantes que la acompañaba ni el conductor de la Traffic, su amigo y vecino, José María Rodríguez, sufrieron heridas importantes. Fueron trasladados al Hospital Municipal de Tres Lomas y dados de alta el mismo día.
Su muerte se produjo apenas un año después de la de la excuñada de su hija, Diana, princesa de Gales, a cuyo funeral habían asistido Susan y Sarah.
Susan Barrantes fue selpultada el 22 de septiembre de 1998 en la Estancia El Pucará junto a su esposo.